# PVL–105 Torm
A Torm (ex. Arg) az Észt Határőrség norvég építésű Storm osztályú őrhajója volt PVL–105 hadrendi jelzéssel. Korábban a Norvég Haditengerészet üzemeltette Arg néven és P968 hadrendi jelzéssel. Napjainkban múzeumhajó az Észt Tengerészeti Múzeumban.

## Története
A hajót 1966-ban építették a Bergens Mekaniske Verksted (BMV) hajógyárban Bergenben a 20 egységből álló Storm osztály kilencedik tagjaként. A hajót a Norvég Haditengerészet használta 1966-tól Arg néven és P968 hadrendi jelzéssel. A norvég flottánál a hajó besorolása rakétás és ágyús gyorsnaszád volt és partvédelmi feladatkörben üzemeltették.
Eredetileg csak csöves tüzérségi fegyverekkel volt felszerelve. 1970-ben modernizálták, ekkor Pengiun típusú hajók elleni rakétákat kapott.
Norvégiában az 1990-es évek elején kezdődött a Storm osztály hajóinak kivonása. A hajók egy részét Norvégia a balti államoknak ajánlotta fel. A fegyverzetétől megfosztott Argot 1994-ben vonták ki és Észtország kapta meg. (Egy-egy további hajót kapott Lettország és Litvánia, majd ezen országok 2000 után még további Storm osztályú hajókat kaptak.)
Észtországban a hajót az Észt Határőrség állította szolgálatba 1994. december 16-án és őrhajóként alkalmazta. A hajót először egy szovjet gyártmányú 2M–3 25 mm-es ikercsövű gépágyúval, majd 1996-ban egy svéd gyártmányú 40 mm-es L/60-es Bofors légvédelmi ágyúval szerelték fel. A hajó az észtországi szolgálata alatt főként Saaremaán és Hiiumaán, később Paldiskiban állomásozott. A hajó több tengeri mentési hadgyakorlatban vett részt, valamint részese volt az Észtország és Lettország között 1995-ben a Rigai-öböl halászati jogai miatt kirobbant, sprotniháború néven ismert konfliktusnak.
A kiöregedett és a motor üzemidő tartalékát felélt hajót 2008-ban kivonták a szolgálatból és átadták az Észt Tengerészeti Múzeumnak. Napjainkban a múzeum kikötőjében (Lennusadam) a szárazföldön áll.